# 钦州地区
钦州地区，广西壮族自治区旧地区名。
1971年由钦州专区改。在今广西壮族自治区南部。辖北海市及钦州、合浦、浦北、灵山、上思等县和东兴各族自治县。行政公署驻钦州县（今钦州市）。1983年北海市升地级市；钦州县撤县设市。1987年合浦县划归北海市。1993年撤销防城各族自治县；上思县划归防城港市。1994年钦州市升地级市，撤销钦州地区，辖县划归钦州市。 